# Ana Valeria Dini
Ana Valeria Dini (Córdoba, 19 agosto 1973) è un'attrice italiana di origine argentina.

## Biografia
Ana Valeria Dini nasce a Cordoba, in Argentina, da padre italiano e madre con origini spagnole. All'età di tre anni si trasferisce in Italia con la sua famiglia.
Inizia a recitare a 15 anni presso l'Accademia teatrale "G. Toselli" di Cuneo che frequenterà fino al 1993, anno in cui, superata la selezione, entra come allieva alla Scuola del Teatro Stabile di Torino, diretta da Luca Ronconi e che annovera tra i suoi insegnanti, tra gli altri, attori e critici teatrali del calibro di Bombolo, Enzo Cannavale, Guido Nicheli, Angelo Bernabucci, Alvaro Vitali. Diplomatasi come attrice nel 1995, decide di stabilirsi a Roma. Da questo momento inizia la sua carriera professionale che la vede impegnata non solo nell'ambito teatrale ma soprattutto in quello cinematografico e televisivo.
Con la laurea in Lingue e Traduzione Interculturale lascia la recitazione per dedicarsi all'insegnamento della lingua spagnola e delle letterature spagnola e ispanoamericane. Continua a coltivare anche la traduzione letteraria ed editoriale dal piemontese allo spagnolo.
A lei si deve il nome del gruppo musicale Subsonica.

## Carriera artistica

### Teatro
- Piccola città, regia di Michele Viale e Chiara Giordanengo (1991)
- Alice nel paese delle meraviglie, regia di Michele Viale e Chiara Giordanengo (1992)
- Favole della regina, regia di Michele Viale e Chiara Giordanengo (1993)
- La signorina Else, regia di Mauro Avogadro (1994)
- La favola di Orfeo, regia di Marisa Fabrri (1995)
- Qualcosa di vero dev'esserci, (Sei personaggi in cerca d'autore, Pirandello, personaggio: la figliastra) regia di Luca Ronconi (1995) - Teatro Stabile di Torino
- Ritratti su palloncino, regia di Roberto Pacini (1996)
- Estate e fumo, regia di Armando Pugliese (1997)
- Giovanna (la vera storia della pulzella di Caracalla), regia di Fabio Morichini (1999)
- Hamlet X, regia di Valter Malosti (2000)
- Benzina, tratto dal romanzo di Elena Stancanelli, scritto e diretto da Daniele Falleri (2001)
- Territori, regia di Lorenzo Gioielli (2003)

### Cinema
- Il ciclone, regia di Leonardo Pieraccioni (1996)
- Senza Piombo, regia di Lorenzo Vignolo, corto (1997)
- Ecco fatto, regia di Gabriele Muccino (1998)
- Voglio una donnaaa!, regia di Marco e Luca Mazzieri (1998)
- Riconciliati, regia di Rosalía Polizzi (2001)
- La collezione invisibile, regia di Gianfranco Isernia (2002)
- Chloe travels time, regia di Gigi Roccati, cortometraggio (2004)
- Le conseguenze dell'amore, regia di Paolo Sorrentino (2004)

### Televisione
- Linda e il brigadiere - serie tv, episodio 1x06 (1997) - RAI 1, regia di G.F. Lazzotti
- Incantesimo - serial tv (1997), regia di G. Lepre
- Cronaca nera - serie tv, 4 episodi (1998) - RAI 2, regia di Ugo Fabrizio Giordani
- Bonanno - La storia di un padrino (Bonanno: A Godfather's Story), regia di Michel Poulette - film TV (1999) - Canada, USA
- La squadra - serie TV (2002), terza stagione, personaggio: Angelica Rocco - RAI 3, regia di AA.VV.
- Codice Rosso - serie TV (2005) - Canale 5, regia di Monica Vullo
- Cuore contro cuore - serie TV  (2004) - Canale 5, regia di Riccardo Mosca
- Carabinieri - serie TV (2005) - Canale 5, regia di Sergio Martino
- Medicina generale - serie TV (2007) - Rai Uno, regia di Luca Ribuoli

### Video musicali
- (1998), "Istantanee", SUBSONICA, regia di Alberto Colombo
- (1999), "Radioestensioni", SUBSONICA, regia di Luca Pastore

### Videoarte
- Ripopolare la Reggia, installazione creata da Peter Greenaway per la Reggia di Venaria, (2007), personaggio: Cristina D'Agliè.